# SN 2005ls
SN 2005ls – supernowa typu Ia odkryta 9 grudnia 2005 roku w galaktyce M+07-07-01. W momencie odkrycia miała maksymalną jasność 15,80m.